# Río Petorca
El río Petorca es un cauce natural de agua que nace de la confluencia de los ríos Sobrante y del río Pedernal, cruza de este a oeste la Región de Valparaíso y desemboca en el océano Pacífico.

## Trayecto
El río Petorca se halla emplazado en la zona norte de la región de Valparaíso. Nace en la precordillera de Los Andes, más precisamente en el sector de Chincolco, en la unión de los ríos Pedernal y el Sobrante, este último también llamado Chalaco: 302 . Su cuenca tiene una extensión aproximada de 2669 km². Su pendiente es de 3,22% con una dirección general hacia el sudoeste y desemboca en el mar en la bahía de La Ligua.

## Caudal y régimen
Según H. Niemeyer en su obra de los años 1980s, el río Petorca muestra régimen pluvial y con pronunciados estiajes. Se dispone de una escasa estadística desde el año 1963 en la estación "Tejada en Pedernal" (32°07′S, 70°49′W, 1080 msnm: B-7 ) que da para siete años de observación un caudal de 0,63 m³/s, con un máximo promedio anual de 2,09 m³/s y un medio mínimo de 0,05 m³/s: 303 
En Hierro Viejo  (32°17′S, 71°01′W, 167 m s. n. m.: B-14 ), un informe de la Comisión Nacional de Riego estima un régimen nivo-pluvial y acompaña las curvas de caudales de esa estación fluviométrica.: 227 

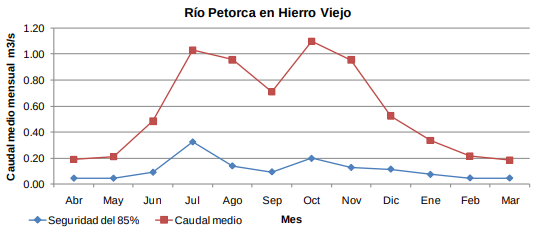
Curva de caudal medio (en rojo) y curva de variación estacional para una excedencia del 85% (en azul) del río en Hierro Viejo.

## Historia
Francisco Solano Asta-Buruaga y Cienfuegos escribió en 1899 en su obra póstuma Diccionario Geográfico de la República de Chile sobre el río:
''Petorca (Río de).-—Corre por el departamento de su nombre, atravesándolo de E. á O. Tiene origen en la cordillera de los Andes por donde se levanta el cerro de Nacimiento. Baja por el fundo del Sobrante, cuyo nombre suele dársele hasta Chincolco, baña el costado sur de la ciudad de Petorca y luego el lado norte de la villa del Rosario de Hierro Viejo y prosigue en dirección al O. más ó menos hasta ir á desembocar en el Pacífico junto con el de Ligua bajo los 32º 23' Lat. y 71° 26' Lon. al cabo de unos 90 kilómetros de curso, algo rápido y estrechado entre la serranía de su parte superior, siendo después gradualmente más lento hasta su término y de riberas más abiertas y llanas, feraces y bien cultivadas. En su última parte suelen denominarle río de Longotoma. Es de poco caudad ordinariamente. Tiene limitados afluentes, de los cuales los más notables son el de Pedernal y el de las Palmas.
Luis Risopatrón lo describe en su obra de 1924 Diccionario Jeográfico de Chile:: 661 
Petorca (Rio de). 32° 20' 71° 07' Es formado por el de El Pedernal i el de El Sobrante, baña el costado S de la ciudad de Petorca i corre hácia el W, con un declive medio de 3,22 % i un volumen de agua mui poco considerable; el lecho, casi completamente seco en el verano, se encuentra en un valle mui estrecho, pero ofrece riberas mas abiertas, llanas, feraces i cultivadas en su parte inferior, donde suele denominársele rio de Longotoma. Desagua en la bahía de La Ligua, conjuntamente con el rio de este nombre, después de un curso de unos 120 kilómetros; tiene una hoya hidrográfica de 1 960 km2 i unos 2 m3 de caudal medio. 61, xv, p. 53 i 57; 127; 155, p. 544; i 156; i de Longotoma en 1, iii, p. 24 i 25; 3, n, p. 603 (Alcedo, 1787); 15, carte de Guillaume de L’Isle (1716); i 66, p. 36.

## Población, economía y ecología
Las cuencas del río Petorca y río La Ligua son calificadas como críticas debido a su vulnerabilidad ante la variabilidad hidrológica, especialmente sequías. Durante las décadas últimas, se han producido importantes transformaciones económicas en el territorio de ellas: la acostumbrada fisonomía rural definida por la hacienda, la pequeña minería y la industria textil artesanal, han debido ceder paso a la fruticultura empresarial de exportación, que compite con los restantes sectores de la economía local por el acceso al agua.: 3 

### Crisis hídrica en la cuenca del río Petorca
Desde el año 2006 las precipitaciones en la zona no han alcanzado las de un año normal, afectando los caudales disponibles para el consumo humano y el uso agrícola. El año 2017 se censaron solo 4763 hectáreas de paltos en la cuenca, una baja del 45% con respecto a 2008. En el año 2018, 4778 personas tuvieron que recibir suministro de agua potable por media de camiones aljibe.
Sin embargo, algunas publicaciones culpan, además de la sequía, al modelo agroexportador que ha cambiado la estructura productiva de la zona. El agua potable es vendida a través de camiones aljibes.
Para solucionar la escasez el segundo gobierno de Sebastián Piñera dispuso un control riguroso de los pozos de donde se extrae agua, la formación y empoderamiento de Juntas de Vigilancia entre los agricultores que observen y exijan el cumplimiento de la ley y el gobierno dispuso un presupuesto de US$ 173.000.000 para la construcción del embalse Las Palmas con una capacidad de 55 millones de metros cúbicos que debe entrar en operaciones en 2024.